# 丸山良明
丸山良明（日语：／ Maruyama Yoshiaki，1974年10月12日—），已退役日本足球運動員。出生于日本东京都町田市，司职后卫。

## 经历
帝京高校二年级在读时以替补身份夺得全國高等學校足球錦標賽冠军，三年级时升任主力。进入早稻田大学后，四年级时以主力身份带领球队获得关东大学足球联赛冠军。
大学毕业后，在1997年加入J联赛横滨水手，并入选日本国家队。2000年租借加盟山形山神。2002年转会新潟天鵝，并帮助球队获得2003年J2联赛冠军。2005年因多次受伤没有得到续约，此后进行了手术治疗，并积极进行恢复训练。2006年7月加入仙台七夕，但一年后再度因伤病未能续约。2008年加入AC长野拍档，并帮助球队获得北信越足球联赛冠军。2009年加入泰国春武里，2010年租借至泰港。2011年宣布退役。
退役后开始从事教练活动。先后在泰国和日本的球队任教。
2012年6月，与木場昌雄共同被选为“J联赛·亚洲特别大使”。